# 九鬼紋七

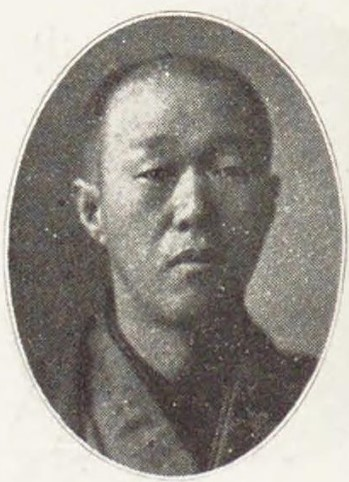
九鬼紋七

九鬼 紋七（くき もんしち、1866年3月10日（慶応2年1月24日） - 1928年（昭和3年）3月15日）は、三重県四日市市出身の政治家、また九鬼産業グループを経営する実業家。四日市電灯・三重人造肥料・四日市倉庫社長・東洋紡績取締役・四日市商工会議所副会頭等。四日市の政財界の指導者。四日市九鬼家当主で8代目九鬼紋七を襲名した。国政に進出して衆議院議員（1期）を務める。甥は四日市政財界の大御所であった九鬼紋十郎。家業を継いだ長男・徳三（9代目紋七）も衆議院議員を務めた（妻は外交官市河彦太郎の妹)。

## 経歴

### 四日市九鬼家
1886年（慶応2年）1月に四日市の中納屋町69番地在住の大地主である四日市九鬼家に誕生する。四日市九鬼家は戦国時代から安土桃山時代に活躍した九鬼水軍の末裔である。四日市九鬼家の先祖が四日市に居住したのは、初代の九鬼宗住（享保元年没）の時代と想定される。その末裔（紋七の先々代）が肥料商を営み、九鬼家の基礎を作った。九鬼五家の一人の九鬼徳平（7代目九鬼紋七）とむつの間に誕生したのが、幼名・九鬼徳松、その後成人した8代目九鬼紋七である。初名は九鬼徳三であり、福沢諭吉が開校した慶應義塾を卒業して学閥の三田閥出身の実業家として四日市電灯・三重人造肥料・四日市倉庫社長となる。弟の九鬼金松は九鬼五家のうち別家の叔父・初代九鬼紋十郎の跡を継ぎ、2代目九鬼紋十郎を襲名している。父の7代目九鬼紋七は、1889年（明治22年）4月に三重郡四日市町会議員となった。三重紡績株式会社（その後の東洋紡績株式会社）や関西鉄道の創立や四日市地域内の公共事業に尽力した実業家であった。

### 九鬼産業
8代目九鬼紋七は1891年（明治24年）に父の遺業を継いで、肥料産業・石炭産業などの事業を営み、従来の人力圧搾法に代えて先進的な洋式の搾油機械を導入した四日市製油所を起業した。武藤技師をイギリス・ドイツに派遣して製法を習得させ、1906年（明治39年）に製法の改良を実施した。「ペイント」「ボイルド油」の製造を開始して、日本の製油業界に革命を起こした。販路は陸軍・海軍を初め、東京・大阪・上海・釜山の複数の会社に及んだ。幼年期から英才教育を受けて漢籍を修得した。

### 実業家・政治家
紋七は1892年（明治25年）に四日市町会議員に就任し、1897年（明治30年）に四日市市会議員となる。四日市の財界をリードする人物として、1897年（明治30年）から1908年（明治40年）の期間に、三輪猶作・伊藤伝七・井島茂作・白石直治・田中武平衛と共に四日市市の名誉職の市参事会員に推薦された。
1893年（明治26年）に四日市商工会議所の井島茂作初代会頭・伊藤伝七副会頭の下、九鬼紋七は理事となり、1902年（明治36年）5月に第2代四日市商工会議所会頭となる。1894年（明治27年）1月には三輪猶作・安藤新平衛の協力して新丁（現在の四日市新町）に、四日市米穀取引所を開業した。7月には株式会社米油株式取引所と改称して食用油の取引を開始した。さらに1906年（明治39年）5月に四日市停車場の南の浜田に、三重人造肥料株式会社を創立して四日市経済を活性化させた功績で、第2大四日市商工会議所会頭となる。1896年（明治29年）1月には、田中武平衛や四日市米穀商や四日市米穀取引仲買人の協力を得て、四日市銀行（現在の三十三銀行）を四日市蔵町に開業して、その後各銀行を吸収して三重県下の2大銀行にと拡大した。
近代都市を目指す四日市は、四日市港の海運・貿易の増大に伴って、四日市市単独事業を計画・実施する必要性があったが、九鬼紋七が市参事として提言して、阿瀬知川運河の開通工事の実施、堀川の建設、海面の工事及び埋め立て工事、諏訪前道の改修の4大事業を行なった。
また1914年（大正3年）以降、四日市市内全域の耕地整理事業を市が実施した。組合を創設して、組合長には九鬼紋七と味丘格太郎などの土地地主が就任した。九鬼財閥の築いた肥料産業・製油産業・石炭産業・林業を九鬼産業で経営していた。この時期に紋七が就いた役職や起こした会社は次の通りである。
- 四日市市倉庫株式会社の取締役
- 四日市銀行会社の取締役
- 1909年（明治42年）12月、四日市瓦新株式会社を設立する。
- 1911年（明治44年）、四日市鉄道株式会社の取締役社長となる。
- 1916年（大正5年）、三重鉄道（三重軌道株式会社）の取締役となる。
- 北勢電気株式会社の取締役社長
- 1919年（大正8年）、四日市船舶給水株式会社を設立する。

父が創立に尽力した三重紡績株式会社には、商法の改正と共に取締役に就き、その後三重紡績から改組された東洋紡績株式会社の監査役に就任して、紡績事業の振興にも寄与した。養老鉄道株式会社の監査役となる。1915年（大正4年）に四日市市選出の議員として第12回衆議院議員総選挙で当選、1期務める。1927年（昭和2年）に紺綬褒章飾版を下賜される。
1928年（昭和3年）3月15日に自宅で死去する。享年63。

## 四日市志
伊藤善太郎が著して1907年（明治40年）に出版された『四日市志』では、8代目九鬼紋七の人となりについて
父の粗放なりしに似ていない、頭脳明晰でその事を企画するに極めて数理的に、その事を行うや極めて秩序的なり。直ちに先進的にその利益得失を説いて、機会の熟するのを待って、然る後、これを決行するが如し。肯を以て、氏の主張する所、穏健にして中正を失わず。肯れ自ら衆人の帰服する所以なり。
とされる。

## 要職
- 朝鮮無煙炭鉱株式会社の取締役に1917年（大正6年）に就任する。
- 東海電線製造の重役に1917年（大正6年）に就任する。
- 日本無線電信電話株式会社を開業する。
- 日清工業を開業する。
- 株式会社四日市貯蓄銀行の取締役となる。
- 九鬼産業株式会社の取締役となる。
- 東洋紙工印刷会社の取締役となる。
- 中華企業株式会社の監査役となる。
- 箱根土地株式会社の監査役となる。
- 東海電線株式会社の社長となる。
- 強羅土地株式会社の社長となる。